# Joint Investigation Team
Een Joint Investigation Team (JIT; Nederlands: Gemeenschappelijk Onderzoeksteam) is een tijdelijk justitieel onderzoeksteam dat zich met een grensoverschrijdende zaak bezighoudt.
De term wordt binnen de Europese Unie gebruikt voor zaken die door twee of meer landen worden onderzocht. Deelnemers in het team kunnen van de rechterlijke macht komen – zoals rechters, onderzoeksrechters en aanklagers – en uit het politieapparaat.
JIT's worden ook buiten de EU om gevormd. Een voorbeeld is voor het onderzoek naar het neerstorten van de Malaysia Airlines-vlucht 17, waaraan Nederland, België, Australië, Maleisië en Oekraïne deelnemen.